# Vanito Brown
Ihosvany Caballero "Vanito" Brown (Palma Soriano, Santiago de Cuba, 14 de febrero de 1967) es un cantante y compositor cubano, una de las voces principales de su generación e integrante de la agrupación Habana Abierta creada y radicada en Madrid desde 1996.

## Carrera artística
En 1987 ingresa al Instituto Superior de Arte de La Habana (ISA) complementando sus estudios de Artes Escénicas (Dramaturgia) con la composición musical autodidacta. En 1993 presentó en Argentina y por primera vez fuera de Cuba, un puñado de canciones que lo identificaban como una de las voces principales de la peña de “13 y 8”, colectivo especialmente significativo dentro de la tercera generación del movimiento de la Nueva Canción o Nueva Trova cubana. Al año siguiente compartiendo micrófono con Ale Gutiérrez conforma y dirige la banda cubana de rock Lucha Almada. En 1995 su álbum Vendiéndolo todo constituyó quizás la primera prueba o asomo en la industria discográfica local de una nueva generación, la tal tercera, dentro del panorama de la canción de autor cubana de los últimos años.
En diciembre de 1996 viaja a Madrid a integrar Habana Abierta con la que ha actuado en diversos escenarios españoles e internacionales: Suiza, Portugal, Alemania, Estados Unidos, Italia, Francia, La Habana... En 2003, luego de siete años de ausencia visita La Habana donde llena la Sala Covarrubias del teatro Nacional de Cuba en solitario y junto a Habana Abierta en La Tropical, templo de la música popular cubana, ante el récord histórico de diez mil personas, acontecimiento recogido en la película Habana Abierta, dirigida por el realizador Arturo Sotto y producida por el actor Jorge Perugorría.
En 2004 viaja a Estados Unidos en lo que fue la arrancada del proceso de producción del álbum Boomerang de Habana Abierta para Calle 54 Records y EMI Odeón España, álbum que vio la luz con el sencillo Corazón Boomerang de su autoría y la película “Habana Abierta, Boomerang” del realizador Carlos Carcas. Simultáneamente al término de este trabajo en 2008 y paralelamente a la autoproducción con Habana Abierta del maxisingle “1234”, se enfrascó en la realización de CAMBIOS, álbum en solitario que no llegó a lanzar a falta de un acuerdo con el productor musical a cargo. 
En 2012 viaja a La Habana junto a Habana Abierta a grabar el DVD Habana Abierta Live que registra entre otras una nueva presentación de este grupo en el Salón Rosado de La Tropical ante un público además de renovado aun mayor que el que asistió a verles en ese lugar casi diez años atrás.
El 6 de octubre de 2014 sale a la venta su álbum en solitario N.S.E.A. (Norte Sur Este y Aquel) para el sello Bis Music.

## Discografía
- Vendiéndolo todo, Lucha Almada. (Bis Music, 1995)
- Habana Abierta, Habana Abierta. (BMG Ariola, 1997)
- 24 Horas, Habana Abierta. (BMG Ariola, 1999)
- Boomerang, Habana Abierta (Calle 54/ EMI, 2005)
- Habana Abierta1234, (Habana Abierta, 2010)
- HabanAbierta LIVE (Colibri, 2012)
- Vanito Brown: Norte Sur Este y Aquel (Bis Music, 2014)